# ИЖ-58
ИЖ-58 — советское двуствольное охотничье ружьё.

## История
Ружьё ИЖ-58 было разработано в 1958 году в качестве лёгкого ружья 20-го и 28-го калибра для промысловой охоты, ходовой охоты в тайге и охоты в горах во всех климатических зонах СССР, первые ружья были изготовлены во втором полугодии 1958 года, в сентябре 1959 года стало известно о подготовке к производству ружей 16-го калибра. После 1 января 1961 года стоимость стандартного серийного ружья ИЖ-58 составляла 60 рублей.
Ружья ИЖ-58 успешно экспортировались в другие страны мира.
В 1960 году был улучшен технологический процесс изготовления стволов ружья ИЖ-58, разработаны и утверждены новые чертежи на эти стволы (в результате, масса ружейных стволов ИЖ-58 была снижена на 80 грамм). Также, с 1960 года начался выпуск ружей ИЖ-58 под патрон 16-го калибра, на базе которого в 1970 году было создано ружьё ИЖ-58М под патрон 12-го калибра (серийный выпуск которого начался в 1971 году).
Ружья 28-го калибра серийно не выпускались, ружья 20-го калибра выпускались с конца 1958 года до середины 1960-х годов, а основная часть ИЖ-58 была выпущена под патроны 12-го и 16-го калибра. Всего было выпущено свыше 1,36 млн ружей ИЖ-58 всех четырёх модификаций. Кроме того, было изготовлено опытное ружьё ИЖ-58 20-го калибра с алюминиевой коробкой, армированной стальным штифтом и стволами без соединительных планок, соединёнными тремя муфтами.
В январе 1979 года на ВДНХ была представлена модель ИЖ-58MA-20М.
В 1980е годы началась разработка нового ружья на замену ИЖ-58 и его модификаций, которым стало ИЖ-43. В 1987 году производство ружья было прекращено (в этом году были сделаны последние ИЖ-58МАЕ).

## Описание
ИЖ-58 представляет собой двуствольное ружьё с горизонтальным расположением стволов. Трубки стволов и казённая муфта изготавливались из стали 50А. Стволы отъёмные, имеют параболические дульные сужения.
- дульное сужение правого ствола — 0,5 мм (получок)[1]
- дульное сужение левого ствола — 1 мм (полный чок)[1]

Патронники и каналы стволов хромированы.
Запирание ружья тройное: на два нижних крюка запорной планкой и на верхний крюк — рычагом запирания.
Спусковой механизм с двумя спусковыми крючками смонтирован на отдельном основании, усилие спуска — в пределах от 1,5 до 2,5 кг. Боевые пружины — винтовые цилиндрические, они взводятся шарниром цевья и толкателями при открывании ружья. Бойки диаметром 2,5 мм впрессованы в курки и имеют механизм отбоя.
Предохранитель неавтоматический, запирает шептала (в случае срыва курков с боевого взвода они автоматически встают на предохранительный взвод, не ударяя по капсюлям). При не полностью закрытых стволах выстрела не происходит.
Колодка ИЖ-58 изготавливалась из нормализованных поковок прочной конструкционной стали 50 (не нуждавшейся в последующей цементации) с последующей термообработкой и чистовой доводкой базовых размеров и поверхностей на специализированных станках. Проверочным отстрелом стандартных ружейных патронов из серийных ружей с контрольными замерами и полной разборкой было установлено, что живучесть ружья ИЖ-58 составляет 8 000 выстрелов без снижения кучности боя, после чего оно по-прежнему остаётся пригодным к дальнейшей эксплуатации.
Приклад и цевье изготавливают из берёзы, бука или (на штучных ружьях) — из ореха. Цевье отъёмное, закреплено на межствольной планке защёлкой. Ложа прямая или пистолетная.
Ружьё отличается простой и технологичной конструкцией, его полная разборка проводится без применения специальных инструментов (нужны только выколотка и отвёртка).

## Варианты и модификации
- ИЖ-58М — ружьё 12-го калибра образца 1970 года[1][3]
- ИЖ-58МА — модель с новым автоматическим предохранителем, созданная в середине 1970-х годов[1]. Гарантированная отстрелом живучесть ИЖ-58МА составляет 15 тысяч выстрелов[11]
- ИЖ-58МАЕ — модель с новым автоматическим предохранителем и эжектором, выпуск которой начался в 1977 году[1]
- ИЖ-58MA-20М — экспортный вариант ИЖ-58МА под патрон 20/76 мм «Магнум». Масса 3,3 кг, длина стволов — 670—680 мм[9]

## Страны-эксплуатанты
- СССР - ружье являлось гражданским охотничьим оружием; также известны случаи вручения ИЖ-58М как наградного оружия стрелкам-спортсменам[12][13].
- Беларусь - ружьё сертифицировано в качестве гражданского охотничьего оружия[14]
- Болгария - некоторое количество ружей ИЖ-58 было продано в Болгарскую Народную Республику[15]
- Россия - разрешено к использованию в качестве гражданского оружия[1][3]
- США - было разрешено к импорту как гражданское охотничье оружие. После поездки Н. С. Хрущёва в США 15—27 сентября 1959 года отношения между США и СССР временно улучшились; в начале 1962 года был разрешён импорт ружей ИЖ-58 в США (их следовало заказывать через представительство "Amtorg Trading Corporation" в Нью-Йорке)[16].